# Monoculodes gibbosus
Monoculodes gibbosus är en kräftdjursart som beskrevs av Édouard Chevreux 1888. Monoculodes gibbosus ingår i släktet Monoculodes och familjen Oedicerotidae. Inga underarter finns listade i Catalogue of Life.